# Уэнмен
Уэнмен (Вольф) (исп. Wolf) — небольшой остров в составе Галапагосского архипелага, названный в честь немецкого ботаника и геолога Теодора Вольфа. Площадь острова составляет всего 1,3 км², максимальная высота — 253 м над уровнем моря. Вместе с островом Дарвин, остров Уэнмен находится примерно в 100 км к северо-западу от главной группы островов архипелага, и чтобы достичь остров на лодке от ближайших поселений требуется 12-15 часов. На острове нет сухопутных участков для туристов, поэтому немногочисленные посетители острова — только члены научных групп и дайверы.
Остров Уэнмен небольшой и скалистый, наиболее известен своими птичьими колониями и морской прибрежной фауной. В частности, остров считается одним из лучших мест для дайвинга. Здесь можно часто встретить бронзовых акул-молотов (Sphyrna lewini), обычно стаями около 100 особей. Также эти воды посещают китовые акулы (Rhincodon typus), галапагосские акулы (Carcharhinus galapagensis), афалины, пятнистые орляки (Aetobatus narinari). На пляжах острова часты галапагосские морские котики (Arctocephalus galapagoensis) и морские игуаны. Из птиц здесь водятся фрегаты, голуболицые и красноногие олуши и галапагосские чайки. Самым известным жителем острова является остроклювый земляной вьюрок (Geospiza difficilis), живущий только на этом острове и питающийся кровью олуш.